# C'mon Billy
«C'mon Billy» —en españolː Vamos Billy— es una canción de la cantante y compositora británica PJ Harvey, publicada en julio de 1995 por la compañía discográfica Island Records como el segundo sencillo promocional de To Bring You My Love, su tercer álbum de estudio. El sencillo fue descrito por los críticos como un claro ejemplo en el cambio del sonido de Harvey.
Si bien la canción no logró igual el éxito de su predecesora, «Down by the Water», recibió una rotación moderada alcanzado el puesto número 29 de la lista de sencillos del Reino Unido.

## Historia
«C'mon Billy» habla de una mujer que suplicaba a 'Billy' que regrese a casa para que conozca a su hijo. Fue escrita por Harvey y producida por ella junto a Flood y John Parish, siendo registrada en las sesiones de grabación de To Bring You My Love junto con el resto de canciones que compondrían el álbum, en el período que comprende entre septiembre y octubre de 1994 en los Townhouse Studios en Londres, siendo mezclada en Windmill Lane, Dublín, entre octubre y noviembre de aquel año. Harvey, aparte de producir y mezclar la canción, junto a Joe Gore se encargaron de tocar las guitarras, mientras que John Parish se ocupó de la batería y la percusión. La canción contó con arreglos de cuerda por parte de Pete Thomas, que al igual que en «Down by the Water» y «Send His Love to Me», contó con Sonia Slany en violín, Jocelyn Pook y Jules Singleton en viola, y Sian Bell en violonchelo.
El sencillo fue publicado en julio de 1995, en cuyos formatos (sencillo en CD y vinilo de 12") trajeron consigo los lados b «Darling Be There», «Maniac» y «One Time Too Many», todas escritas por Harvey. La canción recibió una rotación moderada que le permitió entrar en el puesto 29 en el Reino Unido y en el número 128 en Australia.

## Vídeo musical
Dirigido por Maria Mochnaz, el vídeo musical muestra a PJ Harvey como una intérprete de antaño en un antiguo escenario de teatro-comedor, descrito por un erudito como «surrealista». En ese lugar intenta seducir a un hombre calvo mientras canta la canción. La escena cambia mostrándola ataviada con un vestido rojo y con la cara manchada debido a las lágrimas. En otra toma desde el techo se la ve en un dormitorio, acostada sobre un colchón en una cama doble sin sábanas (cuya imagen fue fotografiada para ser utilizada como una de las tantas portadas del sencillo). Finalmente se muestra una película casera de Billy, Harvey (sin su maquillaje anterior) y un bebé, jugando juntos al aire libre en tiempos más felices.
El film logró impresionar a los ejecutivos de VH1, pero se negaron a emitirlo por considerarlo «aterrador y desagradable».

## Lista de canciones
Todas las canciones han sido escritas por PJ Harvey.
| Sencillo en CD del Reino Unido 1, CD promocional en Estados Unidos y sencillo en CD australiano y europeo 1. «C'mon Billy» - 2:51 2. «Darling Be There» - 3:46 3. «Maniac» - 4:06 Sencillo en CD del Reino Unido 2 1. «C'mon Billy» - 2:51 2. «Darling Be There» - 3:46 3. «Maniac» - 4:06 4. «One Time Too Many» - 2:50 | Sencillo en CD Europeo 2 1. «C'mon Billy» - 2:51 2. «One Time Too Many» - 2:50 Vinilo de 12" Europeo Lado A 1. «C'Mon Billy» - 2:51 Lado B 1. «Darling Be There» - 3:46 2. «Maniac» - 4:06 |

## Posicionamiento en las listas
| País        | Lista (1995)       | Posición |
| ----------- | ------------------ | -------- |
| Australia   | ARIA Singles Chart | 128      |
| Reino Unido | UK Singles Chart   | 29       |

## Créditos
Los créditos se han adaptado a partir de las notas de To Bring You My Love.
| Músicos - PJ Harvey – voz, guitarra - Joe Gore – guitarra - John Parish – baterías, percusión Músicos invitados - Pete Thomas – arreglos de cuerda - Sonia Slany – violín - Jocelyn Pook – viola - Jules Singleton – viola - Sian Bell – chelo | Técnicos - Flood – producción, ingeniero de sonido, mezcla - PJ Harvey - producción, ingeniero de sonido Diseño - Fotografía - Maria Mochnacz |